# Вера Йорданова
Вера Йорданова е българско-финландски модел и актриса.
Родена е на 28 август 1975 година в Хелзинки, Финландия в семейството на български музиканти, които по онова време са на международно турне. От 7-годишна до 14-годишна живее и учи в България със семейството си.
След това цялото семейство Йорданови се преместват в Хелзинки, където Вера става модел. Участва в редица тамошни сериали и филми.
Вера живее в Ню Йорк, а след това и в Лос Анджелис. Там участва на кастинг за ролята на Axelle в "Hostel:Part 2" ("Хотелът на ужасите: част 2"). Продуцент на филма е Куентин Тарантино.